# 톱세리엔
톱세리엔(노르웨이어: Toppserien)은 노르웨이의 가장 높은 여자 축구 리그이다. 1984년에 설립되었으며, 현재 12개 팀이 참가한다. 하위 리그로는 1. 디비숀(1. divisjon)이 있다.

## 진행 방식
톱세리엔은 홈 앤 어웨이 방식의 리그전으로 진행되며 한 팀당 22경기를 치른다. 톱세리엔에서 12위를 기록한 팀은 1. 디비숀으로 강등되고 1. 디비숀에서 1위를 기록한 팀은 톱세리엔으로 승격된다. 톱세리엔에서 11위를 기록한 팀은 1. 디비숀에서 2위를 기록한 팀과 승강 플레이오프를 치른다. 톱세리엔에서 1위를 기록한 팀은 UEFA 여자 챔피언스리그 본선에 직행하고 2위를 기록한 팀은 UEFA 여자 챔피언스리그 예선 라운드부터 참가한다.

## 2019 시즌 참가팀
- 아르나-비에르나르 (Arna-Bjørnar) - 베르겐
- 아발스네스 IL (Avaldsnes IL) - 카르뫼위
- FL 파르트 (FL Fart) - 하마르
- 클레프 IL (Klepp IL) - 클레프
- 콜보튼 포트발 (Kolbotn Fotball) - 오페고르
- LSK 크빈네르 FK (LSK Kvinner FK) - 릴레스트룀
- 륀 포트발 (Lyn Fotball) - 오슬로
- 뢰아 IL (Røa IL) - 오슬로
- IL 산드비켄 (IL Sandviken) - 베르겐
- 스타베크 포트발 크빈네르 (Stabæk Fotball Kvinner) - 베룸
- SK 트론헤임스-외른 (SK Trondheims-Ørn) - 트론헤임
- 볼레렝아 포트발 다메르 (Vålerenga Fotball Damer) - 오슬로

## 같이 보기
- 엘리테세리엔